# آبه ۵۲۲۴
سیارک ۵۲۲۴ (به انگلیسی: 5224 Abbe، نامگذاری:1982DX3) پنج هزار و دویست و بیست و چهارمین سیارک کشف شده‌است که در ۲۱ فوریه ۱۹۸۲ کشف شد.
قدر مطلق سیارک برابر ۱۴٫۳۰ است.